# Барский, Вилен Исаакович
Виле́н Исаа́кович Ба́рский (27 октября 1930, Киев — 24 декабря 2012) — советский украинский и немецкий художник, живописец, график, русскоязычный поэт.

## Биография
Родился 27 октября 1930 года в Киеве. В 1951—1957 годах учился в Киевском художественном институте. С 1967 года член Союза Художников СССР.
В 1981 году эмигрировал в Германию. Экспонировал картины на выставках в Дортмунде, Мюнхене, Париже, а также в США и Италии.
Работал в области верлибра, конкретной и визуальной поэзии.
Стихотворения Вилена Барского вошли в Антологию новейшей русской поэзии у Голубой Лагуны, антологии «Самиздат века», «Русские стихи 1950—2000 годов», «Освобождённый Улисс» и др.

## Награды и премии
- Международная отметина имени отца русского футуризма Давида Бурлюка[1]